# 田代八重ダム
田代八重ダム（たしろばえダム）は、宮崎県小林市、一級河川・大淀川水系綾北川に建設されたダムである。
宮崎県が管理する県営ダムで、高さ64.6メートルの重力式コンクリートダム。綾北川総合開発事業の一環として国庫の補助を受けて建設された補助多目的ダムであり、下流の綾北ダムおよび綾南ダム（本庄川）と連携した綾北川・本庄川・大淀川の治水と宮崎市への上水道供給、および出力5,800キロワットの水力発電を目的としている。ダムによって形成された人造湖には、名称が付けられていない。

## 概要
大淀川水系最大の支流である本庄川本流綾北川の上流に位置するダムで綾北ダムと古賀根橋ダムとともに本庄川、大淀川の洪水調節、発電を行っている。

## 周辺
周辺は九州中央山地国定公園の区域であり、名水百選 - 綾川湧水群、水源の森百選 - 綾の照葉樹林「21世紀に残したい日本の自然百選」- 綾渓谷の照葉樹林、森林浴の森百選 - 九州中央山地国定公園綾地区にも選定されている。